# Amas du Lion
Ne doit pas être confondu avec Triplet du Lion ou Groupe du Lion I.
Pour les articles homonymes, voir Lion (homonymie).
L'amas du Lion  (Abell 1367) est un amas de galaxies dans la constellation du Lion, à 290 millions d'années-lumière. L'amas de la Chevelure de Bérénice et l'amas du Lion font partie du superamas de la Chevelure de Bérénice.

## Histoire
(Section à compléter)
L'astronome américain Halton Arp a découvert trois quasars[Lesquels ?] dans l'amas du Lion. On[Qui ?] détecte la présence d'un trou noir supermassif.

## Membres
L'amas du Lion possède environ 100 galaxies dont NGC 3842, la plus brillante de l'amas et l'une des grandes galaxies près du centre de l'amas. Toutes les galaxies du groupe de NGC 3842 et du groupe de NGC 3861 font partie de l'amas du Lion.  Les autres galaxies de l'amas figurant au New General Catalogue et ne faisant pas partie de ces deux groupes sont NGC 3840, NGC 3841, NGC 3844, et NGC 3851.
(Tableau à refaire)
| nom             | Ascension droite | Déclinaison    |
| --------------- | ---------------- | -------------- |
| NGC 3842        | 11 44 02.172     | +19° 56 59.35  |
| NGC 3883        | 11 46 47.194     | +20° 40 31.30  |
| NGC 3884        | 11 46 12.187     | +20 23 29.80   |
| NGC 3861A and B | 11 45 03.875     | +19 58 24.98   |
| NGC 3837        | 11 43 56.426     | +19 53 40.35   |
| UGC 6697        | 11 43 49.120     | +19 58 06.35   |
| NGC 3862        | 11 45 05.00903   | +19 36 22.7414 |
| NGC 3864        | 11 45 15.718     | +19 23 31.68   |